# Tatsuya Tabira
Tatsuya Tabira (田平 起也 Tabira Tatsuya?), född 10 maj 2001 i Osaka prefektur, är en japansk fotbollsspelare.
Tabira började sin karriär 2020 i Cerezo Osaka. 2021 flyttade han till Iwate Grulla Morioka.